# Callopistria lagopus
Callopistria lagopus là một loài bướm đêm trong họ Noctuidae.